# Шибалинський ботанічний заказник
Шиба́линський зака́зник — ботанічний заказник місцевого значення в Україні. Розташований у межах Бережанської міської громади Тернопільського району Тернопільської області, на південний схід від села Шибалин.
Площа — 10 га. Створений відповідно до рішення виконкому Тернопільської обласної ради № 360 від 22 липня 1977 року. Перебуває у віданні місцевої селянської спілки.
Під охороною — ділянка наскельно-степової рослинності. Особливо цінний — горицвіт весняний, занесений до Переліку рідкісних і таких, що перебувають під загрозою зникнення, видів  на території Тернопільської області. Місце оселення корисної ентомофауни.
У 2010 р. увійшов до складу заказника місцевого значення «Звіринець».